# إفريقيا للأفارقة
أفريقيا للأفارقة شعار رفعه الملك النوميدي ماسينيسا غداة توليه الحكم في نوميديا . وكان يعى من وراء رفعه لذلك الشعار إلى توحيد النوميديين ولم شملهم تحت سلطته ومعروف عن الملك ماسينيسا أنه كان أشد أعداء القرطاجيين والملك صيفاقس المتحالف معهم ضد الرومان عند تحوليهم الحرب إلى أفريقيا بقيادة سيبيون الاميلي. الذي لقب الأفريقي بعد الانتصارات التي حققها على حنابعل في معركة زاما سنه 202 ق م..